# Listă de poeți din Statele Unite
Poeții de mai jos au fost fie născuți în Statele Unite sau au publicat majoritatea operelor poetice cât timp au trăit în această țară.
A B C D E F G H I J K L M N O P Q R S
T U V W X Y Z

## A
- Henry Abbey (1842–1911)
- Sam Abrams (născut 1935)
- Kathy Acker (1947–1997)
- Diane Ackerman (născut 1956)
- Duane Ackerson
- Mercedes de Acosta (1893–1968)
- Virginia Hamilton Adair (1913–2004)
- Helen Adam (1909–1993)
- John Adams (poet) (1704–1740)
- Léonie Adams (1899–1988)
- Kim Addonizio (născut 1954)
- Herbert Agar (1897–1980)
- James Agee (1909–1955)
- Ai (poet) (născut 1947)
- Conrad Aiken (1889-1973)
- Salman Akhtar (născut 1946)
- Ammiel Alcalay (născut 1956)
- Sherman Alexie (născut 1966)
- Felipe Alfau (1902–1999)
- Sophia Ali (născut 1964)
- Alice Corbin Henderson (1881–1949)
- William Allegrezza (născut 1974)
- Dick Allen
- Donald Allen (1912–2004)
- Elizabeth Chase Allen (1832 – 1911)
- Ron Allen (playwright) (născut 1947)
- Washington Allston (1779 – 1843)
- Alurista (născut 1947)
- Julia Álvarez (născut 1950)
- Todd Ames (născut 1970)
- Indran Amirthanayagam (născut 1960)
- A.R. Ammons (1926-2001)
- Victor Anderson (1917-2001)
- Bruce Andrews (născut 1948)
- Kevin Andrews (writer) (1924 – 1989)
- Ron Androla (născut 1954)
- Ralph Angel (născut 1951)
- Maya Angelou (născut 1928)
- David Antin (născut 1932)
- Antler (născut 1946)
- "Brother Antoninus" — William Everson (1912–1994)
- Susanne Antonetta (născut 1956)
- Philip Appleman (născut 1926)
- Adrian Arancibia (născut 1971)
- Rae Armantrout (născut 1947)
- Richard Armour (poet) (1906–1989)
- Craig Arnold (născut 1967)
- M. K. Asante, Jr.
- John Ashbery (născut 1927)
- Augusta Emma Stetson (1842-1928)
- Joseph Auslander ((1897-1965)
- Paul Auster
- Jimmy Autrey
- Autum Ashante
- James L. Avery, Sr.
- Jody Azzouni (născut 1954)

## B
- Jimmy Santiago Baca
- Bellamy Bach
- Joseph M. Bachelor
- Mahnaz Badihian
- C. Bailey-Lloyd (născut 1970)
- Vyt Bakaitis
- Jesse Ball (născut 1978)
- Russell Banks
- Amiri Baraka (aka Leroi Jones) (născut 1934)
- David Baratier (născut 1970)
- Coleman Barks
- David-Matthew Barnes
- Djuna Barnes
- Catherine Barnett
- Candy Barr
- Laird Barron
- Bertha Hirsch Baruch
- Todd Bash
- Arlo Bates
- David Bates (poet)
- Charles Baxter (author)
- Abel Beach
- Ray Young Bear
- Kenneth Lawrence Beaudoin
- George Beck
- Julian Beck
- Joshua Beckman
- Ethel Lynn Beers
- Marvin Bell
- Stephen Vincent Benét
- William Rose Benét
- Park Benjamin (poet)
- Nelson Bentley
- Bill Berkson
- David Berman (singer)
- Charles Bernstein (născut 1950)
- Steven Jesse Bernstein (1950–1991)
- Anselm Berrigan
- Ted Berrigan (1934–1983)
- Wendell Berry (născut 1934)
- John Berryman (1914–1972)
- Mei-mei Berssenbrugge
- Lorraine Bethel
- Helen Bevington
- Frank Bidart (născut 1939)
- Ambrose Bierce
- Linda Bierds
- David Biespiel
- Bill Keith
- Elizabeth Bishop (1911–1979)
- Sophie Cabot Black (născut 1958)
- John Peale Bishop
- Baxter Black
- Jarvis Black
- Paul Blackburn (1926–1971)
- Paul Blackburn (U.S. poet)
- Nicole Blackman
- Kimberly M. Blaeser
- Don Blanding
- Robin Blaser
- Anthony Bleecker
- Benjamin Paul Blood (1832–1919)
- Henry Ames Blood
- Roberts Blossom
- Robert Bly (născut 1926)
- Anne Bradstreet (ca. 1612–1672)
- D. A. Blyler
- Maxwell Bodenheim
- Jean Boese
- Louise Bogan
- Katherine Bond
- Arna Bontemps
- Bruce Boston
- Jenny Boully
- Kay Boyle
- William Brandon (author)
- Beth Brant
- Richard Brautigan  (1935–1984)
- Kate Braverman
- Donari Braxton
- Joseph Payne Brennan (1918–1990)
- Ken Brewer (1941–2006)
- Sarah Brinklow
- John Malcolm Brinnin (1916–1999)
- James Brock (născut 1958)
- Joseph Brodsky (1940 – 1996),
- Louis Daniel Brodsky (născut 1941)
- William Bronk (1918–1999)
- Charles Timothy Brooks
- Gwendolyn Brooks (1917–2000)
- Maria Gowen Brooks (1795?–1845)
- Michelle Brooks
- "Brother Antoninus" — William Everson (1912–1994)
- Alice Brown (writer)
- Rita Mae Brown
- Francis Fisher Browne
- William Cullen Bryant (1794–1878)
- Jack Buck
- Charles Bukowski (1920–1994)
- David R. Bunch
- Henry Cuyler Bunner
- Graham Burchell
- José Antonio Burciaga
- Stanley Burnshaw
- Amelia Josephine Burr
- William S. Burroughs (1914–1997)
- Maxwell Struthers Burt
- Ray Buttigieg (născut 1955)
- W. E. Butts
- Witter Bynner
- Gilbert Byron
- Su Byron

## C
- John Cage
- Andrew Calimach
- Joseph N. Cameron
- Julia Cameron
- James Edwin Campbell (poet)
- Mary Baine Campbell
- Melville Henry Cane
- Skipwith Cannell
- Joe Cardarelli
- Jim Carroll
- Hayden Carruth
- Guy Wetmore Carryl (1873–1904)
- Jared Carter
- Carolyn Joyce Carty (născut 1957)
- Raymond Carver (1938–1988)
- Phoebe Cary
- Sandra M. Castillo
- Ana Castillo
- Madison Cawein
- Joseph Ceravolo
- Richard Wayne Chambliss, Jr.
- William Ellery Channing (1818–1901)
- Arthur Chapman (1874–1935)
- John Jay Chapman
- Fred Chappell
- Alexander Chee
- Neeli Cherkovski (născut 1945)
- Maxine Chernoff
- Bob Cherry
- Julie K. Chisholm
- Chrystos
- Angélico Chávez
- John Ciardi
- Noah Cicero
- Sandra Cisneros
- Amy Clampitt
- Tom Clark (poet)
- John Clarke (poet)
- Pearl Cleage
- Lucille Clifton
- Joshua Clover
- Stanton A. Coblentz
- Andrei Codrescu
- Robert P. T. Coffin
- Ira Cohen
- Nan Cohen
- Henri Cole
- Norma Cole
- Wanda Coleman
- Billy Collins (născut 1941)
- Betsy Colquitt (născut 1927)
- Shanna Compton (născut 1970)
- Hilda Conkling
- Evan S. Connell
- Leo Connellan (1928–2001)
- Gillian Conoley
- Rose Terry Cooke
- Ina Coolbrith
- Clark Coolidge
- Dennis Cooper
- Jake Copass
- William Corbett
- Billy Corgan
- Cid Corman (1924–2004)
- Gregory Corso (1930–2001)
- Jayne Cortez
- Joe Cottonwood
- Henri Coulette
- John Cournos
- Elise Cowen
- Louis O. Coxe
- Christopher Pearse Cranch
- Hart Crane, (1899–1932)
- Stephen Crane, (1871–1900)
- Adelaide Crapsey
- Gary William Crawford
- Robert Creeley (1926–2005)
- Harry Crosby (1898–1929)
- Countee Cullen (1903–1946)
- E. E. Cummings (1894-1962)
- Bloodgood Cutter

## D
- Hugh Antoine d'Arcy
- H.D.
- Steve Dalachinsky
- Enid Dame
- S. Foster Damon
- Jim Daniels (născut 1956)
- Tina Darragh
- Robert Dassanowsky
- Guy Davenport
- Donald Davidson (poet)
- Gustav Davidson
- Michael Davidson (născut 1944)
- Alan Davies (poet)
- Dale Davis (poet)
- Gwen Davis
- Clarence Day
- Jaime de Angulo
- Caridad de la Luz
- William F. DeVault (născut 1955)
- Philip F. Deaver
- Edwin Denby (poet)
- Richard Denner
- Reuel Denney
- Carl Dennis
- Tory Dent
- Babette Deutsch
- Donato DiCristino
- Ray DiPalma
- George Dickerson
- James Dickey (1923–1997)
- Emily Dickinson (1830–1886)
- R. H. W. Dillard (născut 1937)
- George Dillon
- Linh Dinh (născut 1963)
- Ray DiPalma (născut 1943)
- Diane Di Prima (născut 1934)
- Thomas M. Disch (1940)
- Patricia Dobler
- Stephen Dobyns (1941)
- Owen Dodson
- John Dolan (writer)
- Nathan Haskell Dole
- Sonya Dorman
- Ed Dorn (1929–1999)
- Julia Caroline Dorr
- Mark Doty
- Franz Douskey
- Rita Dove (1952)
- Kirby Doyle
- Joseph Rodman Drake (1795–1820)
- Will Allen Dromgoole
- Celia Dropkin
- Norman Dubie
- Rachel Blau DuPlessis
- Bruce Ducker
- William E. Dudley
- Alan Dugan (născut 1923–2003)
- Henry Dumas
- Paul Laurence Dunbar (1872–1906)
- Robert Duncan (1919–1988)
- Jim Dunlap
- Stephen Dunn
- Troy Dunn (născut 1977)
- Rachel Blau DuPlessis
- Job Durfee
- Stuart Dybek (născut 1942)
- Bob Dylan (născut 1941)

## E
- Cornelius Eady
- Pliny Earle (physician)
- Richard Eberhart (1904-2005)
- David Edelstadt
- Russell Edson
- Kari edwards
- Max Ehrmann
- Larry Eigner (1927–1996)
- Loren Eiseley
- Che Elias
- T. S. Eliot (1888–1965)
- Lynn Emanuel
- Claudia Emerson
- Ralph Waldo Emerson (1803–1882)
- R. M. Engelhardt
- Paul Engle
- Theodore Enslin (născut 1925)
- Daniel Mark Epstein
- Clayton Eshleman (născut 1935)
- Martín Espada
- Willard R. Espy
- Maggie Estep
- David Allan Evans
- Mari Evans
- William Everson — Brother Antoninus (1912–1994)

## F
- Ruth Fainlight
- B.H. Fairchild
- William Clark Falkner
- Roger Fanning
- Norma Farber
- Patricia Fargnoli
- John Chipman Farrar
- Jessie Redmon Fauset
- Kenneth Fearing
- Frederick Feirstein
- Irving Feldman (născut 1928)
- Paul Fericano
- Lawrence Ferlinghetti, (născut 1919)
- Eugene Field
- Rachel Field
- James Thomas Fields
- Fireside Poets
- Ann Fisher-Wirth
- Tom Fitzgerald (poet)
- Bob Flanagan
- Terrence Fleming
- John Gould Fletcher
- Roland Flint
- Douglas Florian
- Nick Flynn
- Jack Foley (poet)
- Carolyn Forché (născut 1950)
- John M. Ford
- Gary Forney
- Sam Walter Foss (1858–1911)
- Skip Fox
- Michael Frauenhofer
- Robert Frazier
- Philip Freneau (1752–1832)
- Robert Frost (1874–1963)
- Gwen Frostic
- Nan Fry
- Alice Fulton (născut 1952)

## G
- Forrest Gander (născut 1956)
- Theodor Seuss Geisel (1904–1991)
- Strickland Gillilan (1869–1954)
- Allen Ginsberg (1926–1997)
- Nikki Giovanni (născut 1943)
- Peter Gizzi (născut 1959)
- Jesse Glass (născut 1954)
- Louise Glück (născut 1943)
- Terry Godbey
- Kenneth Goldsmith (născut 1961)
- Laurence Goldstein
- Rodolfo Gonzales
- Rigoberto González
- Elaine Goodale
- Kevin Goodan
- Alice Goodman
- Paul Goodman (writer)
- Hedwig Gorski (născut 1949)
- Ann Gottesman
- Janice Gould
- David Graham (American poet)
- Jorie Graham
- Judy Grahn
- Linda Gregerson
- Linda Gregg
- Debora Greger
- Gregory Greyhawk
- Horace Gregory
- Robert Grenier (poet)
- Angelina Weld Grimke
- Charlotte Forten Grimké
- Lee Groban
- Allen Grossman
- Barbara Guest (1920–2006)
- Edgar Guest (1891–1959)
- Louise Imogen Guiney
- Arthur Guiterman
- R. S. Gwynn
- Brion Gysin (1916–1986)

## H
- Marilyn Hacker (născut 1942)
- Hermann Hagedorn
- Jessica Hagedorn
- Richard Hague
- Kimiko Hahn (născut 1955)
- Donald Hall
- Irma P. Hall
- Fitz-Greene Halleck
- Moyshe-Leyb Halpern
- Barbara Hamby
- Jupiter Hammon
- Jeff Hardy
- William Harmon
- Jeff Harrison
- Jim Harrison (născut 1937)
- Carla Harryman (născut 1952)
- Robert Hass
- Katherine Hastings
- Julian Hawthorne
- Robert Hayden (1913–1980)
- Terrance Hayes
- Paul Hamilton Hayne
- William Shakespeare Hays
- Trebor Healey
- Eloise Klein Healy
- Anthony Hecht (1923–2004)
- Jennifer Michael Hecht
- Lyn Hejinian (născut 1941)
- Michael Heller
- Essex Hemphill
- Alice Corbin Henderson
- Oliver Herford
- William Heyen
- Dick Higgins
- Scott Hightower (născut 1952)
- Conrad Hilberry (născut 1928)
- Owen Hill
- Robert Hillyer
- Ellen Hinsey
- Edward Hirsch
- Jane Hirshfield (născut 1953)
- Jack Hirschman
- H.L. Hix
- Linda Hogan (născut 1947)
- Tony Hoagland
- Daniel Hoffman
- Roald Hoffmann
- John Hollander (născut 1929)
- Bill Holm (poet)
- Bob Holman
- M. Carl Holman
- Oliver Wendell Holmes, Sr. (1809–1894)
- Dennis Holt (născut 1942)
- Garrett Hongo
- Edwin Honig (născut 1919)
- George Moses Horton
- Joan Houlihan
- Richard Howard (născut 1929)
- Fanny Howe (născut 1940)
- Julia Ward Howe
- Marie Howe
- Susan Howe
- Susan Howe (născut 1937)
- Helen Hoyt
- Lindley Williams Hubbell
- Chris Huff (născut 1990)
- Langston Hughes (1902–1967)
- Richard Hugo (1923–1982)
- Constance Hunting (1925–2006)
- Cynthia Huntington
- Siri Hustvedt

## I-J
- David Ignatow (1914–1997)
- Arthur Crew Inman
- P. Inman
- David Jaffin
- Josephine Jacobsen
- Afdhere Jama
- Maryam Jameelah
- James Cummins
- J. J. Jameson
- Patricia Janus
- Joseph Jarman
- Lisa Jarnot (născut 1967)
- Randall Jarrell (1914–1965)
- Robinson Jeffers, (1887–1962)
- Ferenc Gabriel Joachim
- Ted Joans
- Orrick Glenday Johns
- Denis Johnson
- Georgia Douglas Johnson
- Helene Johnson
- Josephine Winslow Johnson
- James Weldon Johnson (1871–1938)
- Robert Underwood Johnson (1853–1937)
- Sarah Jones (stage)
- Bernard Jonientz
- Ryan David Jooste
- June Jordan
- Pierre Joris
- Andrew Joron
- Lawrence Joseph
- Matthew Josephson
- Frank Judge
- Donald Justice

## K
- Sheema Kalbasi
- Chester Kallman
- Ilya Kaminsky
- Lenore Kandel
- Mary Karr
- Julia Kasdorf
- Janet Kauffman (născut 1945)
- Herbert Kaufman
- W. B. Keckler
- John Keene (writer)
- Weldon Kees (1914–1955)
- Brigit Pegeen Kelly (născut 1951)
- Collin Kelley
- Jamie Kennedy (poet)
- Richard Kenney
- Maurice Kenney
- Jane Kenyon
- Jack Kerouac (1922–1969)
- Sophie Kerr
- Francis Scott Key
- Laurel Elizabeth Keyes
- Bill Keith
- Aline Murray Kilmer
- Joyce Kilmer
- Val Kilmer
- Suji Kwock Kim
- Jack Kimball
- Kimiko Hahn
- Haven Kimmel
- Amy King
- Galway Kinnell (născut 1927)
- Susan Kinsolving
- Mary Kinzie
- David Kirby (poet)
- Lincoln Kirstein (1907–1996)
- Carolyn Kizer
- August Kleinzahler (născut 1949)
- William Kloefkorn
- Etheridge Knight(1933–1991)
- Kenneth Koch (1925–2002)
- Wayne Koestenbaum
- Yusef Komunyakaa (născut 1948)
- Ted Kooser
- Alfred Kreymborg
- Maxine Kumin
- Stanley Kunitz (1905–2006)
- Laurie Kutchins
- Joanne Kyger (născut 1934)

## L
- Christine E. Laine
- Philip Lamantia
- Fran Landesman
- Landis Everson
- Joseph Langland
- Sidney Lanier (1842–1881)
- George Parsons Lathrop
- Richmond Lattimore
- Sanders Anne Laubenthal
- James Laughlin
- Ann Lauterbach
- Dorianne Laux
- James Lavilla-Havelin
- William P. Lawrence
- John Edward Lawson
- Robert Lax (1915–2000)
- Emma Lazarus
- Kelly Le Fave
- Li-Young Lee
- Malka Lee
- Samantha V. Lee
- Lemon (poet)
- Aya de Leon
- Ben Lerner
- Jimmy Lerner
- Rika Lesser
- Denise Levertov (1923–1997)
- Dana Levin
- Philip Levine (născut 1928)
- Larry Levis
- D. A. Levy
- William Levy
- Alonzo Lewis
- Robert W. Lewis
- Charles Lillard
- Shirley Geok-lin Lim
- Vachel Lindsay (1879–1931)
- Amon Liner
- Linh Dinh
- Sara Jane Lippincott
- Jonathan Lamas
- George Cabot Lodge
- Ron Loewinsohn
- Naomi Long Madgett (născut 1923)
- James Longenbach
- Henry Wadsworth Longfellow (1807–1882)
- Audre Lorde, (născut 1934)
- Amy Lowell (1874–1925)
- James Russell Lowell (1819–1891)
- Maria White Lowell
- Robert Lowell (1917–1977)
- Walter Lowenfels
- Mina Loy
- Felipe Luciano
- Tom Luffman
- Lydia Lunch
- Masiela Lusha
- Thomas Lux
- William Whittingham Lyman Jr
- Thomas Lynch (născut 1948)

## M
- Cynthia Macdonald
- Jackson Mac Low
- Carlyle Ferren MacIntyre
- Percy MacKaye
- Nathaniel Mackey
- Archibald MacLeish (1892–1982)
- MadPunK
- Naomi Long Madgett
- Haki R. Madhubuti
- John Gillespie Magee, Jr.
- Frank Richard Maloney
- Tom Mandel (poet)
- Donna M. Marbach
- Djelloul Marbrook
- Sheldon James Martin (născut 1945)
- Joseph Moncure March
- Edwin Markham
- Don Marquis
- David Mason (writer)
- Matt Mason
- Steve Mason
- Edgar Lee Masters (1868–1950
- Harry Mathews
- William Matthews (1942–1997)
- John Matthias
- Kevin Max
- Bernadette Mayer
- Frances Mayes
- Janet McAdams
- Robert McAlmon
- Jack McCarthy
- J. D. McClatchy
- Michael McClure
- Michael McFee
- Bryant H. McGill (născut 1969)
- Karyna McGlynn
- Michael McGovern (poet)
- Campbell McGrath
- Thomas McGrath (poet)
- Claude McKay (1889–1948)
- Louis McKee
- Rod McKuen
- James McMichael (născut 1939)
- Louise McNeill
- Alexander Beaufort Meek
- Abel Meeropol
- Joshua Mehigan
- David Meltzer
- Herman Melville (născut 1819–1890)
- Samuel Menashe (născut 1925)
- William Meredith (născut 1919)
- Billy Merrell
- Eve Merriam
- James Merrill (1926–1995)
- Stuart Merrill (1863–1915)
- Thomas Merton (1915–1968)
- W.S. Merwin (născut 1927)
- Tom Meschery
- Sarah Messer (născut 1966)
- Robert Mezey
- Diane Middlebrook
- Josephine Miles (1911–1985)
- Joseph Millar
- Edna St. Vincent Millay (1892–1950)
- Alice Duer Miller
- Rev. Jen Miller
- Joaquin Miller (1837–1913)
- Leslie Adrienne Miller
- May Miller
- Tim Miller
- Vassar Miller
- Deborah A. Miranda
- John Kearsley Mitchell
- Susan Mitchell
- K. Silem Mohammad
- Paul Monette
- Mong-Lan
- Marion Montgomery (poet)
- José Montoya
- William Vaughn Moody
- Clara Jessup Moore
- Charles Leonard Moore
- Daniel Moore
- Jacqueline S. Moore
- Jessica Care Moore
- Julia A. Moore
- Marianne Moore (1887–1972)
- Pat Mora
- Barbara Moraff
- A. F. Moritz
- Hilda Morley (1916–1998)
- George Frederick Morgan (1922–2004)
- Richard Morris (author)
- Tracie Morris
- Jim Morrison  (1943–1971)
- Bradford Morrow
- Elizabeth Cutter Morrow
- Stephen Morse (născut 1945)
- John Most (născut 1977)
- Jennifer Moxley
- Viggo Mortensen
- Howard Moss
- Thylias Moss
- John Most
- Louise Chandler Moulton
- Anna Cora Mowatt
- Lisel Mueller (născut 1924)
- Harryette Mullen
- Charles Muñoz
- Erin Murphy (poet)
- Sheila Murphy
- Pauli Murray
- Sheila Murphy

## N
- Vladimir Nabokov
- Ogden Nash (1902–1971)
- John Neal
- John Neihardt
- Jill Neimark
- Joel M. Nelson
- Howard Nemerov
- Arthur Nersesian
- Kenn Nesbitt (născut 1962)
- Jill Neimark
- Joel M. Nelson
- Howard Nemerov (1920–1991)
- Arthur Nersesian
- Kenn Nesbitt
- Martina Newberry
- Celeste Newbrough
- Aimee Nezhukumatathil (născut 1974)
- Lorine Niedecker (1903[?]–1970)
- Audrey Niffenegger
- John Frederick Nims
- Nina (poet)
- Lucille Nixon
- Eric "Big Daddy" Nord
- Jessica Nordell
- Shannon Norman (născut 1981)
- Charles North
- Jessica Nelson North
- Harry E. Northup (născut 1940)
- Jim Northrup (writer)
- Alice Notley
- Naomi Shihab Nye (născut 1952)

## O
- Edward Joseph Harrington O'Brien
- Geoffrey G. O'Brien
- Ed Ochester
- Blanche Oelrichs
- Frank O'Hara (1926–1966)
- Sharon Olds (născut 1942)
- Mary Oliver (născut 1935)
- Alix Olson
- Charles Olson (1910–1970)
- George Oppen (1908–1984)
- Mary Oppen (1908–1990)
- James Oppenheim
- Joel Oppenheimer
- Peter Oresick
- Alicia Ostriker

## P
- Ron Padgett (născut 1942)
- Grace Paley
- Condé Benoist Pallen
- Michael Palmer (născut 1943)
- Jay Parini
- Dorothy Parker (1893–1967)
- Willadeene Parton
- Lee Passarella
- Linda Pastan (născut 1932)
- Kenneth Patchen (1911–1972)
- Josephine Preston Peabody
- Richard Peabody
- Molly Peacock
- Harry Thurston Peck
- Rob Penny
- James Gates Percival
- Eleanor Percy Lee
- William Alexander Percy
- Sam Pereira (născut 1949)
- Bob Perelman
- Emily Pestana
- Robert Peters
- Marge Piercy (1936)
- Nick Piombino
- Robert Pinsky (1940)
- Carl Phillips
- Wanda Phipps
- Anthony Piccione
- Marge Piercy
- John Pierpont
- Josephine Pinckney
- Edward Coote Pinkney
- Clarissa Pinkola Estés
- Robert Pinsky
- Sylvia Plath (1932–1963)
- Edgar Allan Poe (1809–1849)
- Lanny Poffo
- Robert Polito
- Ralph Pomeroy (poet)
- Paul Martinez Pompa
- Marie Ponsot (născut 1921)
- Carol Potter
- Charles Potts (1943)
- Ezra Pound (1885–1972)
- Kevin Powell
- Julien de Lallande Poydras
- Jack Prelutsky (1940)
- Elizabeth Prentiss
- Reynolds Price
- Frederic Prokosch
- Kevin Prufer

## Q
- George Quasha

## R
- Burton Raffel
- Sam Ragan
- Carl Rakosi (1903–2004)
- Lee Ranaldo
- Dudley Randall (1914–2000)
- James Ryder Randall
- Julia Randall
- Claudia Rankine (născut 1963)
- Darren B. Rankins (născut 1966)
- John Crowe Ransom (1888–1974)
- Sadi Ranson
- Ron Rash
- David Ray (născut 1932)
- Thomas Buchanan Read
- Spencer Reece
- Henry Reed (1914–1986)
- Ishmael Reed (născut 1938)
- Lizette Woodworth Reese
- John Reinhard
- Paul Reps
- Carter Revard
- Donald Revell (născut 1954)
- Eben E. Rexford
- Kenneth Rexroth (1905–1982)
- Charles Reznikoff (1894–1976)
- Samuel F. Rhodes
- William Henry Rhodes
- René Ricard
- Cale Young Rice
- Stan Rice
- Adrienne Rich (născut 1929)
- Beah Richards
- Laura E. Richards
- Monica Richards
- Lola Ridge (1873–1941)
- Laura Riding
- Tomás Riley
- James Whitcomb Riley
- Alberto Ríos
- Tomás Rivera
- Amélie Louise Rives
- James J. Roberts (născut 1947)
- Howard W. Robertson
- Edwin Arlington Robinson (1869–1935)
- Elizabeth Robinson
- Edouard Roditi
- Luis J. Rodriguez
- Theodore Roethke (1908–1963)
- Pattiann Rogers
- Matthew Rohrer
- Henry Rollins
- Ronald Talney
- Raymond Roseliep
- Franklin Rosemont (născut 1943)
- J. Allyn Rosser
- Terry Rossio
- Jerome Rothenberg (născut 1934)
- Michael Rothenberg
- Anne Rouse (născut 1954)
- Thomas Rowley (1721–1796)
- Gibbons Ruark (născut 1941)
- Anne Rouse
- Thomas Rowley (poet)
- Gibbons Ruark
- Mary Ruefle
- Muriel Rukeyser
- Nipsey Russell
- Archibald Rutledge
- Carl Hancock Rux
- Abram Joseph Ryan
- Kay Ryan
- Michael Ryan (poet)

## S
- Michael Salinger
- Mary Jo Salter (născut 1954
- Francis S. Saltus
- Frank Samperi
- Carl Sandburg (1878-1967)
- Robert Charles Sands
- Aram Saroyan
- May Sarton
- Minot Judson Savage
- Jeannine Savard
- John Godfrey Saxe
- Gitl Schaechter-Viswanath
- Ella H. Scharring-Hausen (1894-1985)
- Robert Louis Scharring-Hausen (1894-1969)
- Peter Schjeldahl
- Michael Schmidt (poet)
- Gjertrud Schnackenberg (născut 1953|1953)
- Dan Schneider (writer)
- Pat Schneider
- Susan Polis Schutz
- James Schuyler (1923-1991)
- Delmore Schwartz (1913-1966)
- Patricia Roth Schwartz
- Armand Schwerner
- Alan Seeger
- Calvin Seerveld
- Frederick Seidel
- Martha Serpas
- Dr. Seuss
- Anne Sexton (1928-1974)
- Tom Sexton
- Tupac Shakur (1971-1996)
- Ntozake Shange
- Ravi Shankar (poet)
- David Shapiro (poet)
- Karl Shapiro (1913-2000)
- Eric Paul Shaffer
- G.S. Sharat Chandra
- Scott Shaw
- Aaron Shurin
- Eli Siegel
- Lydia Sigourney
- Richard Siken
- Leslie Marmon Silko (născut 1948)
- Edward Rowland Sill
- Ron Silliman
- Murray Silverstein
- Shel Silverstein (1930-1999)
- Ron Silliman (născut 1946)
- Charles Simic
- Jim Simmerman
- William Gilmore Simms
- Marge Simon
- Louis Simpson
- John Sinclair (poet)
- Hal Sirowitz (născut 1949)
- Judith Skillman
- Myra Sklarew (născut 1934)
- Clark Ashton Smith
- Edwin E. Smith
- Elizabeth Oakes (Prince) Smith
- Langdon Smith
- Marc Smith
- Margaret Smith (poet)
- Patti Smith
- Rod Smith (născut 1962)
- Rolland Smith
- Tracy K. Smith (născut 1972)
- William Jay Smith
- W. D. Snodgrass (născut 1926)
- Eliza Roxcy Snow
- Craig Snyder
- Laurel Snyder
- Gary Snyder (născut 1930)
- Gustaf Sobin (1935-2005)
- Roberto Solis
- Gilbert Sorrentino
- Juliana Spahr
- Anne Spencer (1882-1975)
- Jack Spicer
- James Spix (născut 1974)
- Harriet Elizabeth Prescott Spofford
- Kim Stafford
- William Stafford (1914-1993)
- Frank Stanford (1948–1978)
- Henry Throop Stanton
- George Starbuck
- William Force Stead
- Edmund Clarence Stedman
- Elizabeth Clementine Stedman
- Gertrude Stein (1874-1946)
- Mattie Stepanek
- George Sterling
- Gerald Stern (născut 1925)
- C. J. Stevens
- Wallace Stevens (1880-1955)
- Anne Stevenson
- Susan Stewart (născut 1952)
- Trumbull Stickney
- John Stigall
- James Still
- Charles Warren Stoddard
- Ruth Stone
- William Wetmore Story
- Mark Strand (născut 1934)
- Lucien Stryk
- Jesse Stuart
- A. M. Sullivan
- Sekou Sundiata
- Thomas Burnett Swann
- John Swanwick
- Robert Sward (născut 1933))
- May Swenson (1913–1989)

## T
- Eileen Tabios
- John Taggart
- Amber Tamblyn
- Luci Tapahonso
- Mark Tardi (născut 1975)
- Nathaniel Tarn (născut 1928)
- Allen Tate (1899–1979)
- James Tate (născut 1943)
- Bayard Taylor
- Edward Taylor (1645-1729)
- Michelle Tea
- Sara Teasdale
- Michael Teig
- Robbie Q. Telfer
- Todd Temkin (născut 1964)
- Lucy Terry
- Steve Tesich
- Celia Thaxter
- Ernest Thayer (1863–1940)
- Scofield Thayer
- William Roscoe Thayer
- Edith Matilda Thomas
- Lewis Thomas
- Lorenzo Thomas (poet)
- Dunstan Thompson
- Lady Gwen Thompson
- Maurice Thompson
- William Irwin Thompson
- Henry David Thoreau (1817–1862)
- Richard Tillinghast (născut 1940)
- Henry Timrod (1828–1867)
- Melvin B. Tolson (1898–1966)
- Ariel Tomioka
- Lee Tonouchi
- Nick Tosches
- Tony Tost
- William Tremblay
- David Trinidad
- Quincy Troupe
- John Trumbull (poet)
- Frederick Goddard Tuckerman
- Lewis Turco (născut 1934)
- Brian Turner (American poet)
- Genya Turovskaya
- Chase Twichell
- E. Donald Two-Rivers

## U-V
- David Unger
- Louis Untermeyer
- Charles Upton (născut 1948)
- Catherynne M. Valente
- Jean Valentine
- Max Wolf Valerio
- Cor Van Den Heuvel
- Mark Van Doren
- Mona Van Duyn
- Sheldon Vanauken
- Janine Pommy Vega (născut 1942)
- Jones Very
- George Sylvester Viereck
- Peter Viereck
- Nick Virgilio
- Gerald Vizenor
- Judith Vollmer
- Frederick Von Guerin

## W
- Buddy Wakefield
- Diane Wakoski (născut 1937)
- Diane Wald
- Anne Waldman
- Rosmarie Waldrop (născut 1945)
- Keith Waldrop
- Alice Walker (născut 1944)
- Lonie Walker
- Margaret Walker
- Rod Walker
- Ryan Walsh
- BJ Ward (poet)
- Sean Ward (născut 1966)
- Catherine Anne Warfield
- Robert Penn Warren (1905–1989)
- William John Watkins
- Barrett Watten (născut 1948)
- Arthur Weil (născut 1925)
- Hannah Weiner
- James Welch (poet)
- Lew Welch
- Joe Wenderoth
- Theodore Weiss (poet) (1916–2003)
- Paul West (poet)
- Philip Whalen
- Mark Whalon
- John Wheatcroft
- Phillis Wheatley (1753–1784)
- John Hall Wheelock
- John Brooks Wheelwright
- Edward Lucas White
- Gary J. Whitehead (născut 1965)
- Ruth Whitman
- Walt Whitman (1819–1892)
- Adeline Dutton Train Whitney
- J.D. Whitney
- Reed Whittemore
- John Greenleaf Whittier (1807–1892)
- Margaret Widdemer
- John Wieners
- Dara Wier Wilbur
- Richard Wilbur (născut 1921)
- Carlos Wilcox
- Ella Wheeler Wilcox
- Charlotte Wilder
- Charles Willeford
- C. K. Williams
- Jonathan Williams (poet)
- Oscar Williams (1900–1964)
- Paul O. Williams
- Randall Williams
- Sarah Williams
- William Carlos Williams (1883–1963)
- Elizabeth Willis (născut 1961)
- Nathaniel Parker Willis
- Edmund Wilson
- Ian Randall Wilson
- Anne Winters
- Yvor Winters
- Sam Witt
- Larry Woiwode
- John Barton Wolgamot
- George Edward Woodberry
- Samuel Woodworth
- Gamel Woolsey
- Bryan Thao Worra
- Patience Worth
- C. D. Wright
- Charles Wright (poet)
- Franz Wright
- Jameelah Causey Wright
- James Wright (1927–1980)
- Jay Wright (poet)
- Kirby Wright
- Richard Wright (author) (1908–1960)
- Elinor Wylie

## X-Z
- Emanuel Xavier
- Lois-Ann Yamanaka
- Leo Yankevich
- John Yau
- Al Young (născut 1939)
- C. Dale Young (născut 1969)
- Dean Young (poet)
- Kevin Young (poet)
- Matthew Zapruder
- Lisa Zaran
- Marya Zaturenska
- Louis Zukofsky (1904–1978)
- Andrew C. Zinn